# Markus Eibegger
Markus Eibegger (Estiria, 16 de octubre de 1984) es un ciclista austriaco que fue profesional entre 2007 y 2018.
Para la temporada 2010, el Footon-Servetto, de categoría UCI ProTour le contrató, dando así el salto al profesionalismo de primer nivel.

## Palmarés
2007
- 2.º en el Campeonato de Austria en Ruta
- Gran Premio Südkärnten

2009
- Raiffeisen G. P.
- Campeonato de Austria en Ruta
- 1 etapa del Istrian Spring Trophy
- 1 etapa de la Vuelta a Baviera

2011
- Tour de Taiwán, más 1 etapa
- 1 etapa de la Oberösterreichrundfahrt

2012
- Istrian Spring Trophy, más 2 etapas

2013
- 1 etapa del Tour de Sibiu

2014
- 1 etapa del Tour de Bretaña
- 1 etapa del An Post Rás

2015
- Istrian Spring Trophy, más 1 etapa

2016
- 1 etapa del Istrian Spring Trophy
- Tour de Azerbaiyán
- 1 etapa del Tour de Eslovaquia[2]
- 1 etapa del Oberösterreichrundfahrt

## Resultados en Grandes Vueltas y Campeonatos del Mundo
| Carrera         | Carrera         | 2007 | 2008 | 2009 | 2010 | 2011 | 2012 | 2013 | 2014 | 2015 | 2016 | 2017 | 2018 |
| --------------- | --------------- | ---- | ---- | ---- | ---- | ---- | ---- | ---- | ---- | ---- | ---- | ---- | ---- |
|                 | Giro de Italia  | —    | —    | —    | 48.º | —    | —    | —    | —    | —    | —    | —    | —    |
|                 | Tour de Francia | —    | —    | —    | Ab.  | —    | —    | —    | —    | —    | —    | —    | —    |
|                 | Vuelta a España | —    | —    | —    | —    | —    | —    | —    | —    | —    | —    | —    | —    |
| Mundial en Ruta | Mundial en Ruta | —    | —    | —    | —    | —    | —    | Ab.  | —    | —    | —    | —    | —    |

—: no participa

Ab.: abandono

## Equipos
- ELK Haus (2007-2009)
- Footon-Servetto (2010)
- Tabriz Petrochemical Team (2011)
- Gourmetfein-Simplon (2012-2013)
  - RC ARBÖ Gourmetfein Wels (2012)
  - Gourmetfein-Simplon (2013)
- Synergy Baku Cycling Project (2014-2015)
- Team Felbermayr-Simplon Wels (2016-2018)